# Abromus zariquieyi
Abromus zariquieyi is een keversoort uit de familie knotshoutkevers (Bothrideridae). De wetenschappelijke naam van de soort werd in 1916 gepubliceerd door Agostino Dodero.